# Brissopsis lyrifera
Espèce
Brissopsis lyrifera est une espèce d'oursins irréguliers de la famille des Brissidae.

## Habitat et répartition
Cet oursin se rencontre le plus souvent dans les sols meubles ou vaseux à des profondeurs allant de 0 à 80 m. Il est présent dans le bassin Atlantique nord-est et en Méditerranée. 

## Liste des sous-espèces
Selon World Register of Marine Species (27 avril 2014) :
- sous-espèce Brissopsis lyrifera capensis Mortensen, 1907

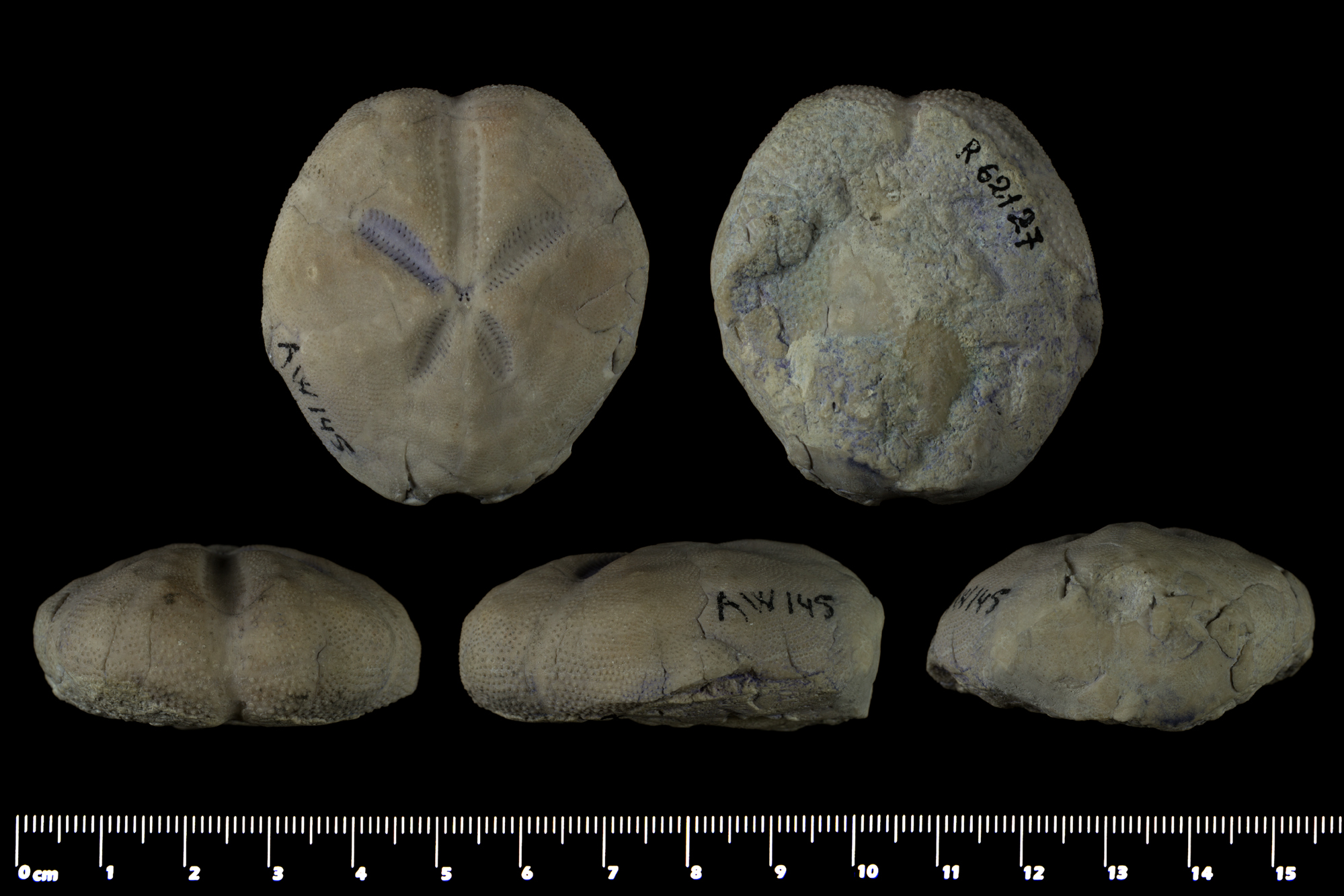
Spécimen fossile de Brissopsis lyrifera.

- sous-espèce Brissopsis lyrifera lyrifera (Forbes, 1841)